# Mäktighet

1) Mäktighet, 2) tjocklek längs vertikalen, 3) skiktets största vinkel med horisontalen.

Mäktighet är en term inom geologin som avser tjockleken på ett skikt eller annan geologisk avlagring av till exempel en bergart eller en jordart. Termen avser tjockleken vinkelrätt på lagret, oavsett hur detta ligger i förhållande till markytan.